# Siyabonga Mabena
Siyabonga Mabena, né le 18 février 2007 en Afrique du Sud, est un footballeur sud-africain qui évolue au poste d'ailier gauche au Mamelodi Sundowns.

## Biographie

### En club
Né en Afrique du Sud, Evidence Makgopa joue pour le Transnet School of Excellence avant de rejoindre le Mamelodi Sundowns.
Il joue son premier match professionnel lors d'une rencontre de première division sud-africaine face au Royal AM le 14 mars 2023. Il entre en jeu à la place de Themba Zwane et son équipe s'impose par cinq buts à un. Faisant cette première apparition à 16 ans et 24 jours, il devient le cinquième plus jeune joueur du championnat à faire ses débuts.
Mabena remporte le premier trophée de sa carrière en étant sacré Champion d'Afrique du Sud, le Mamelodi Sundowns remportant le seizième titre de son histoire lors de la saison 2022-2023

### En sélection
Siyabonga Mabena représente l'équipe d'Afrique du Sud des moins de 17 ans, avec laquelle il participe à la Coupe d'Afrique des nations en 2023. Il joue quatre matchs et marque un but lors de ce tournoi. Son équipe se hisse jusqu'en quarts de finale où elle est battue par le Sénégal (5-0 score final).

## Palmarès
Mamelodi Sundowns
- Championnat d'Afrique du Sud (2) :
  - Champion : 2022-2023 et 2023-2024.
- Ligue africaine de football (1) :
  - Champion : 2023